# L'Exploit
L'exploit (en russe : Подвиг) est un roman de langue russe de l'écrivain Vladimir Nabokov, écrit en 1930 publié pour la première fois entre 1931 et 1932 par la revue d'émigrés russes Sovreménnye zapiski à Paris.

## L'histoire
Roman partiellement autobiographique, L'exploit décrit le parcours de Martin Edelweiss, un jeune Russe de bonne famille exilé en Europe après la Révolution de 1917. Galvanisé par l'exemple de ses compatriotes qui combattent le bolchévisme par les armes ou par la plume, à l'instar du journaliste Zilanov, vieil ami de la famille Edelweiss , Martin conçoit peu à peu le projet de passer clandestinement en Russie.
Ses retrouvailles avec Sonia, la fille adolescente de Zilanov dont il a fait la connaissance en Crimée dans son enfance ( et qui préfigure en nombre de points le personnage de Lolita)[réf. nécessaire] va le pousser à essayer de se transcender et de trouver un moyen de l'impressionner plus que ne le fait son ami Darwin, même si cela doit passer par un projet inutile et fou.

## Citations
« Le premier titre du livre, titre très séduisant certes (abandonné plus tard en faveur de ce titre plus piquant, Podvig, "haut fait", "exploit") était Romantitcheski vek, "Temps Romantiques", que j'avais choisi en partie parce que j'en avais assez d'entendre les journalistes occidentaux qualifier notre époque de "matérialiste", de "terre à terre", "d'utilitaire", etc., mais surtout parce que mon dessein en écrivant ce roman - le seul de tous mes romans à répondre à un dessein - consistait à mettre en relief l'émoi et la fascination que mon jeune expatrié découvre dans les plaisirs les plus ordinaires ainsi que dans les aventures apparemment insignifiantes d'une vie solitaire. »

— Vladimir Nabokov.

« Disons simplement que, après avoir frôlé un faux exotisme ou la comédie la plus banale, il s'élève jusqu'à des sommets de pureté et de mélancolie que je n'ai atteints que bien plus tard dans Ada. »

— Vladimir Nabokov.